# Liste der Monuments historiques in Champigneul-Champagne
Die Liste der Monuments historiques in Champigneul-Champagne führt die Monuments historiques in der französischen Gemeinde Champigneul-Champagne auf.

## Liste der Immobilien
| Bezeichnung           | Beschreibung                    | Standort                 | Kennzeichnung | Schutzstatus | Datum | Bild |
| --------------------- | ------------------------------- | ------------------------ | ------------- | ------------ | ----- | ---- |
| Château Saint-Georges | aus dem 16. und 17. Jahrhundert | östlich des Ortes (Lage) | PA00078655    | Inscrit      | 1976  |      |